# Lecteria (Psaronius) pygmaea
Lecteria (Psaronius) pygmaea is een tweevleugelige uit de familie steltmuggen (Limoniidae). De soort komt voor in het Neotropisch gebied.